# Верхня Александровка
Верхня Алекса́ндровка (рос. Верхняя Александровка) — селище у складі Таштагольського району Кемеровської області, Росія. Входить до складу Усть-Кабирзинського сільського поселення.

## Населення
Населення — 5 осіб (2010; 7 у 2002).
Національний склад (станом на 2002 рік):
- шорці — 86 %